# Westmorland
Westmorland (pronunciat segons l'AFI /ˈwɛstmərlənd/) és actualment una regió administrativa del Regne Unit i fou un dels 39 comtats històrics d'Anglaterra, antigament anomenada Westmoreland (en els textos més antics també escrit: Westmerland o Westmereland).

## Creació
En l'època que es va escriure el Domesday Book (1086), algunes parts del que seria Westmorland eren considerades part de Yorkshire o bé formaven part del Regne de Strathclyde. Els normands van conquerir al voltant de l'any 1092 l'àrea del que és actualment Cúmbria. Va ser durant el regnat de Guillem II d'Anglaterra, el qual va crear les baronies de Kendal i Westmorland.Originàriament eren dues jurisdiccions controlades per sheriffs diferents, però el 1226 es van unir per formar un sol comtat. Anteriorment al 1226 la baronia de Kendal depenia del comtat de Lancaster (Earldom of Lancaster) mentre que la baronia de Westmoreland depenia de Carlisle.

## Localització i geografia
Les fronteres del comtat històric eren: Cumberland al nord, el Comtat de Durham i el Comtat de Yorkshire a l'est, i Lancashire al sud i a l'oest. Estava subdividit en tres regions geogràfiques:
- Windermere, amb el llac homònim, que formava part de la frontera occidental;
- Furness, els arenals al nord, tocant a Lancashire; i
- Ullswater, que era la zona fronterera amb Cumberland, amb el gran llac homònim.

El punt més elevat del Westmorland és Helvellyn a 950 m. Segons el cens del 1831, el comtat abastava una àrea de 485.990 acres (1.966,7 km²).
Appleby fou la històrica capital de la regió, fins que amb una llei del 1835 (Municipal Corporations Act 1835), va compartir oficines administratives amb Kendal.

## Baronies
Encara que era un sol comtat, en l'àmbit administratiu es va conservar la divisió en baronies, a diferència d'altres llocs d'Anglaterra on la divisió administrativa bàsica era el hundred. Cadascuna de les dues baronies estava formada per una altra divisió menor, el ward.
| Baronia de Westmorland |                                                                               |
| nom                    | municipis                                                                     |
| East ward              | Appleby, Brough, Kirkby Stephen, Orton, Tebay                                 |
| West ward              | Askham, Bampton, Barton, Patterdale, Shap, Yanwath                            |
| Baronia de Kendal      |                                                                               |
| nom                    | municipis                                                                     |
| Kendal ward            | Ambleside, Burton-in-Kendal, Grasmere, Grayrigg, Kentmere, Kendal, Windermere |
| Lonsdale ward          | Kirkby Lonsdale                                                               |

## En l'actualitat
El 1889, es va crear el consell de Westmorland, que assumia les funcions de l'abolida assemblea Quarter Sessions. El tribunal de justícia del comtat estava a Kendal.
Amb la llei del 1894 (Local Government Act 1894) al comtat es van diferenciar entre districtes urbans i districtes rurals, que eren aquests:
- 5 Districtes urbans: Ambleside, Bowness on Windermere, Grasmere, Kirkby Lonsdale, Windermere.
- 3 Districtes rurals: West Ward, East Westmorland, South Westmorland

El 1905 es va reestructurar el comtat i Windermere va absorbir el territori veïnal de Bowness UD. Una altr llei del 1935 va fer el darrer canvi i va reduir el nombre de districtes del comtat:
- Es va formar un nou districte urbà, anomenat Lakes, per la fusió d'Ambleside i Grasmere UD més les parròquies adjacents de West Ward i South Westmorland.
- East Westmorland RD, la major part del West Ward RD i Shap UD es van fusionar per formar el nou districte rural anomenat North Westmorland.
- South Westmorland RD va absorbir Kirkby Lonsdale UD, i al mateix temps va perdre una part dels llacs.[1]

Malgrat el nom que tenen, la major part dels districtes urbans de Westmorland (com Lakes, Grasmere, Shap), són de caràcter rural.
Segons el cens del 1971, Westmorland era el segon comtat administratiu menys poblat d'Anglaterra, el primer Rutland, amb la següent distribució:
| Districte                        | Habitants |
| -------------------------------- | --------- |
| Appleby                          | 1.944     |
| Kendal                           | 21.602    |
| Lakes Urban District             | 5.815     |
| Windermere                       | 8.065     |
| North Westmorland Rural District | 14.778    |
| South Westmorland Rural District | 20.633    |

El 1974, una llei (Local Government Act 1972) va abolir el consell del comtat: l'antiga àrea juntament amb Cumberland, parts de Lancashire i Yorkshire van passar a formar el nou comtat de Cúmbria, administrat per un nou consell, el Cumbria County Council.

## Escut d'armes
El 1926 es va crear l'escut d'armes identificador del comtat de Westmorland. Conté dues barres horitzontals vermelles, procedents de l'escut dels Lancaster, barons de Kendal; per damunt hi ha un arbre daurat, procedent del segell d'Appleby, en representació de la baronia de Westmorland. En la part superior de l'escut hi ha un cap d'ovella, en representació de la raça local, anomenada Herdwick. Al davant de l'ovella hi ha una eina típica per manipular llana, que també formava part de la insígnia de la ciutat de Kendal.